# Richard Kelly (nhà làm phim)
James Richard Kelly là một nhà làm phim người Mỹ, đạo diễn và tác giả kịch bản của các phim Donnie Darko, Southland Tales và The Box.

## Thân thế
Kelly lớn lên ở Midlothian, Virginia, nơi anh theo học tại Trường trung học Midlothian và tốt nghiệp năm 1993. Lúc còn nhỏ, cha anh làm việc cho trong chương trình thám hiểm Sao Hỏa Viking của NASA. Anh giành được học bổng vào Đại học Nam California để theo học tại Trường Điện ảnh-Truyền hình USC, nơi anh làm thành viên của hội huynh đệ sinh viên Phi Delta Theta. Anh làm hai bộ phim ngắn tại USC là The Goodbye Place và Visceral Matter, trước khi tốt nghiệp vào năm 1997.

Kelly nói về lần xem bộ phim Brazil với tác giả Robert K. Elder trong một cuộc phỏng vấn cho tuyển tập ấn phẩm The Film That Changed My Life:
Tôi nghĩ điều tuyệt nhất mình học được từ Terry là mọi khung hình đều đáng được chú ý đến từng chi tiết. Mọi khung hình đều xứng đáng bị đóng băng theo thời gian rồi ném lên tường như một bức tranh sơn dầu, và nếu bạn tỉ mỉ trên từng khung hình, ý nghĩa bộ phim của bạn sẽ trở nên sâu sắc hơn, nâng cao hơn.

## Sự nghiệp điện ảnh
Donnie Darko (2001) là bộ phim truyện điện ảnh đầu tiên của Kelly và nhận được 21 đề cử tại các giải thưởng điện ảnh (thắng 11 giải). Phim được ghi hình trong 28 ngày, cùng khoảng thời gian với các sự kiện trong phim, Sau đó, tác phẩm được xếp thứ 2 trong danh sách 50 phim độc lập hay nhất mọi thời đại của tạp chí Empire, chỉ sau Reservoir Dogs của Quentin Tarantino.
Năm 2005, Kelly viết kịch bản cho bộ phim Domino do Tony Scott làm đạo diễn. Kelly kể: "Đó là một trải nghiệm tuyệt vời. Tôi đã viết kịch bản phim ấy cho Tony Scott. Đó là dự án rất riêng của Tony Scott mà ông từng dành 8 năm để phát triển cùng Domino Harvey, một người bạn thân của mình và gần như là con gái đối với ổng. Ông ấy mất nhiều năm để cố gắng kể câu chuyện của cô ấy và vì thế đối với tôi, thật vinh dự khi được làm việc với Tony, viết kịch bản đó cũng như thiết kế câu đố thực sự phức tạp này cho ông để ông kể câu chuyện của cô ấy. Vì thế đó đúng là một đặc ân."
Kelly đã viết nhiều kịch bản song chúng chưa được dựng thành phim, trong số đó có bản chuyển thể Cat's Cradle của Kurt Vonnegut và Những cái hố của Louis Sachar.
Bộ phim thứ tư và phim truyện điện ảnh thứ hai của ông, Southland Tales được trình chiếu và lọt vào vòng tranh giải tại Liên hoan phim Cannes 2006. Phim được phát hành vào ngày 16 tháng 11 năm 2007 và có sự tham gia diễn xuất của Dwayne Johnson, Sarah Michelle Gellar, Seann William Scott, Kevin Smith và Miranda Richardson.
Năm 2008, công ty sản xuất phim Darko Entertainment của Kelly thông báo rằng đơn vị đang sản xuất bản chuyển thể từ cuốn sách bán chạy I Hope They Serve Beer in Hell với đạo diễn Bob Gosse. Tác giả cuốn sách Tucker Max đã trình bày chi tiết về sự tham gia của Kelly vào việc làm phim này trên blog của mình.
Sau khi phát hành phim The Box, Kelly cho biết anh đang thực hiện một bộ phim giật gân "lấy bối cảnh ở Manhattan vào năm 2014. Chúng tôi hy vọng sẽ ghi hình bộ phim ở định dạng 3-D và một phần của bộ phim sẽ được ghi hình bằng cách sử dụng công nghệ ghi hình chuyển động CGI." Năm 2011, Kelly thông báo rằng anh đang viết kịch bản kiêm đạo diễn Corpus Christi, một bộ phim lấy bối cảnh ở Texas do Eli Roth sản xuất. Dự án bị ngừng sản xuất do vấn đề tài chính và tuyển diễn viên. Kelly cho biết thay vào đó anh sẽ tập trung vào một bộ phim giật gân hình sự thực sự có tựa đề Amicus, với sự tham gia của diễn viên James Gandolfini, song việc James qua đời vào năm 2013 đã làm hỏng dự án.
Trong một cuộc phỏng vấn với tạp chí PopMatters vào năm 2017, Kelly chia sẻ về việc thực hiện phần tiếp theo chính thức của Donnie Darko, "Tôi sẵn sàng làm một thứ đồ sộ hơn, dài hơn và tham vọng hơn nhiều, đó có thể là một câu chuyện mới," Kelly chia sẻ tiếp, "Chúng ta sẽ xem chuyện gì xảy ra. Tôi có rất nhiều thứ đang làm và nó đầy tham vọng, tốn kém và chúng ta sẽ xem điều gì sẽ xảy ra." Nói về phần tiếp theo của Donnie Darko là S. Darko (2009), Kelly cho biết: "Tôi chẳng liên quan gì đến phim đó cả. Và tôi ghét việc mọi người cố đổ lỗi cho tôi hoặc buộc tôi phải chịu trách nhiệm về cái phim đó mà tôi chẳng [tham gia]. Tôi không kiểm soát các quyền cơ bản đối với [nhượng quyền Donnie Darko]. Tôi đã phải từ bỏ chúng khi tôi 24 tuổi. Tôi ghét khi mọi người hỏi tôi về phim ấy bởi vì tôi chưa bao giờ xem nó và sẽ không bao giờ xem nó, vì vậy... đừng hỏi tôi về phần tiếp theo."

## Đón nhận
Năm 2016, nhà làm phim Kevin Smith nhận xét về Kelly: "Cậu ấy cực kỳ sáng tạo và không khác gì Christopher Nolan. Nhưng Nolan lại gia nhập hệ thống Warner Bros., nơi anh được xử lý đặc biệt và anh nhận được rất nhiều tiền để làm những bộ phim nghệ thuật khổng lồ như Inception. Richard có thể là một trong những nhà làm phim vĩ đại nhất của chúng ta. Hiện cậu đang ở đây, nhưng có rất nhiều người không nhận ra điều đó. Cậu ấy vẫn còn là một cậu bé và cần có ai đó chăm sóc như Nolan vậy."

## Danh sách phim

### Điện ảnh
| Năm  | Tựa phim                         | Đạo diễn | Tác giả | Nhà sản xuất | Ghi chú                                                           |
| ---- | -------------------------------- | -------- | ------- | ------------ | ----------------------------------------------------------------- |
| 1996 | The Goodbye Place                | Có       | Có      | Có           | Phim ngắn Kiêm thiết kế âm thanh                                  |
| 1997 | Visceral Matter                  | Có       | Có      | Không        | Phim ngắn                                                         |
| 2001 | Donnie Darko                     | Có       | Có      | Không        | Phim truyện điện ảnh đạo diễn đầu tay                             |
| 2004 | Donnie Darko: The Director's Cut | Có       | Có      | Không        |                                                                   |
| 2005 | Domino                           | Không    | Có      | Không        | Đồng tác giả kịch bản với Steve Barancik                          |
| 2006 | Southland Tales                  | Có       | Có      | Không        |                                                                   |
| 2009 | World's Greatest Dad             | Không    | Không   | Có           |                                                                   |
| 2009 | I Hope They Serve Beer in Hell   | Không    | Không   | Có           |                                                                   |
| 2009 | The Box                          | Có       | Có      | Có           | Dựa trên truyện ngắn "Button, Button" (1970) của Richard Matheson |
| 2010 | Operation: Endgame               | Không    | Không   | Có           |                                                                   |

## Đề cử và giải thưởng
| Năm  | Giải thưởng                             | Tên đề cử       | Hạng mục                                   | Kết quả | Nguồn  |
| ---- | --------------------------------------- | --------------- | ------------------------------------------ | ------- | ------ |
| 2001 | Liên hoan phim Sundance                 | Donnie Darko    | Giải Lớn của giám khảo (Grand Jury)        | Đề cử   |        |
| 2001 | Liên hoan phim quốc tế Sitges – Catalan | Donnie Darko    | Phim xuất sắc nhất                         | Đề cử   |        |
| 2002 | Giải Hiệp hội phê bình phim trực tuyến  | Donnie Darko    | Giải OFCS                                  | Đề cử   | [ 19 ] |
| 2002 | Giải Tinh Thần Độc Lập                  | Richard Kelly   | Phim truyện điện ảnh đầu tay xuất sắc nhất | Đề cử   | [ 20 ] |
| 2002 | Giải Tinh Thần Độc Lập                  | Richard Kelly   | Kịch bản xuất sắc nhất                     | Đề cử   | [ 20 ] |
| 2002 | Giải Hiệp hội phê bình phim Chicago     | Richard Kelly   | Đạo diễn triển vọng nhất                   | Đề cử   |        |
| 2006 | Liên hoan phim Cannes                   | Southland Tales | Cành cọ Vàng                               | Đề cử   | [ 10 ] |